# Rio do Antônio (município)
Rio do Antônio é um município brasileiro no interior do estado da Bahia, distante cerca de 717 quilômetros de Salvador, capital estadual. Em 2016, a população do município foi estimada em 15 720 habitantes, de acordo com o Instituto Brasileiro de Geografia e Estatística (IBGE).

## História
Segundo historiadores, a adoção do nome de Rio do Antônio foi inspirado no rio de mesmo nome que percorre a região. Há ainda, a lenda de que teria sido conferido ao lugar o prenome de Antônio Cunha, voluntário que partiu dali para a Guerra do Paraguai, de onde não voltou.
Os primeiros habitantes surgiram no ano de 1874, na fazenda do Senhor Bernardo José Dias, onde o mesmo, com seus filhos, construiu uma capela em louvor a Nossa Senhora do Livramento, que atualmente é a Padroeira do município. Formou-se um povoado e como situava-se próximo à fazenda do nativo Antônio, e na referida fazenda, passava-se um rio, denominou-se assim, o povoado de Rio do Antônio.
Em ocasiões mais tarde passou-se a vila de Rio do Antônio, com a administração pública e a jurisprudência, pertenceu ao município vizinho de Caculé. E só concretizada a sua emancipação política e oficializada em 27 de julho de 1962, publicado no Diário Oficial do estado da Bahia em 1 de agosto do mesmo ano, pela lei n° 1759.

## Geografia
O município compõe-se de dois distritos: Ibitira e Umbaúba.

## Organização Político-Administrativa
O Município de Rio do Antônio possui uma estrutura político-administrativa composta pelo Poder Executivo, chefiado por um Prefeito eleito por sufrágio universal, o qual é auxiliado diretamente por secretários municipais nomeados por ele, e pelo Poder Legislativo, institucionalizado pela Câmara Municipal de Rio do Antônio, órgão colegiado de representação dos munícipes que é composto por 9 vereadores também eleitos por sufrágio universal.

### Atuais autoridades municipais de Rio do Antônio
- Prefeito: Gerson de Souza Ribeiro "Gerson Martins" - PP (2021/-)[9]
- Vice-prefeito: Antonio Oliveira Novais "Zico" - DEM (2021/-)[9]
- Presidente da câmara: Carlos Tadeu Xavier Nunes "Tadeu Nunes" - PP (2021/-)[9][10]

## Símbolos oficiais

### Hino
O hino oficial do Município de Rio do Antônio é denominado de Hino a Rio do Antônio e a composição de sua letra e melodia foi feita pelo engenheiro civil, cantor e compositor Carlos Guedes, também conhecido como Carlinhos Guedes.